# Growing Up in the Universe
Вырастая во Вселенной (англ. Growing Up in the Universe) — серия из пяти научно-популярных лекций Ричарда Докинза, данных в рамках Рождественских лекций 
Королевского Общества в 1991—1992 годах и заснятых Би-би-си. В 1996 году Докинз написал книгу «Поднимаясь на пик невероятного», которая, по его выражению в предисловии, выросла из этих лекций. В 2007 году серия лекций выпущена на DVD.
В каждой из пяти лекций Докинз поднимает наиболее часто встречаемые и нередко неправильно понимаемые вопросы на тему эволюции, наглядно и с помощью лабораторного оборудования демонстрирует, каким образом постепенно усложняясь жизнь на Земле развивалась из простых форм к более сложным.

## Структура
- «Просыпаясь во Вселенной» (англ. Waking Up in the Universe), 30 декабря 1991 года
- «Спроектированные и кажущиеся спроектированными объекты» (англ. Designed and Designoid Objects), 31 декабря 1991 года
- «Поднимаясь на пик невероятного» (англ. Climbing Mount Improbable), 1 января 1992 года
- «Ультрафиолетовый сад» (англ. The Ultraviolet Garden), 2 января 1992 года
- «Генезис цели» (англ. The Genesis of Purpose), 3 января 1992 года

## В ролях
- Дуглас Адамс
- Карл Саган
- Ричард Грегори
- Эрик Лэйтвейт
- Филлип Моррисон
- Джон Расселл Нэпьер
- Джордж Портер
- Е Эм Роджерс
- Хайнц Вольфф
- Кристофер Зимэн